# 利德凯尔克
利德凯尔克（荷蘭語：Liedekerke，荷蘭語發音：[ˈlidəkɛrkə]）是比利时弗拉芒大区弗拉芒布拉班特省哈勒-维尔福德区的一个市镇，西与东佛兰德省接壤，通行荷蘭語，是弗拉芒社群的一部分，面积10.08平方千米，人口13,188人（2018年1月1日）。